# Пауль Теодор Уленгут
Па́уль Теодо́р Уленгу́т (нім. Paul Theodor Uhlenhuth; 7 січня 1870, Ганновер — 13 грудня 1957, Фрайбург) — німецький бактеріолог і гігієніст.

## Біографія
Народився в сім'ї Карла Крістофа Уленгута та Елізи Васмус. Вчився у середній школі в Магдебурзі та Ганновері. Здобував медичну підготовку в 1889—1894 роках в Академії кайзера Вільгельма (Pépinière), а в 1889 році став членом Франконського Пепіньєр-Корпусу.
У 1897 році він став помічником Роберта Коха в його Інституті інфекційних хвороб. Того ж року він став старшим лікарем у Фрідріха Леффлера, з яким він перейшов до Інституту гігієни Королівського університету Грайфсвальда. Там він був призначений спочатку ад'юнкт-професором у 1903 році, а в 1905 році став приват-доцентом кафедри гігієни того університету, пробувши там до 1911 року. У 1901 році він запропонував метод біологічної диференціації білків крові людини і тварин на підставі реакції преципітації. Метод знайшов широке застосування в санітарії, гігієні, судово-медичній практиці для визначення видової приналежності білка.
1905 року отримав академічну відзнаку Venia Legendi у гігієні та бактеріології. З 1906 по 1911 рік Уленгут був директором бактеріологічного відділу Імперського управління охорони здоров'я. Страсбурзький університет кайзера Вільгельма призначив його на кафедру гігієни та бактеріології в 1911 році.
Після поразки Німецької імперії у Першій світовій війні 1918 року, як і всіх німецьких професорів, його вислали з колишньої імперської території Ельзас-Лотарингія. Він перейшов на роботу до Марбурзького університету імені Філіппа.
З 1923 року до виходу на пенсію в 1939 році він викладав у Фрайбурзькому університеті імені Альберта Людвіга. Тоді ж призначений директором інституту гігієни цього університету. Його задум створити у Фрайбурзі інститут для досліджень епідемій та експериментальної терапії не вдалося втілити.
У перші дні перемоги націонал-соціалізму, 11 квітня 1933 року він став одним із підписантів указу, який передбачав звільнення його єврейських колег. У 1937 році він став членом НСДАП. З 1939 року у відставці. 18 серпня 1942 року став надзвичайним членом наукового сенату військово-медичної служби.
1950 року став почесним громадянином міста Фрайбург-ім-Брайсгау. 1953 року йому присуджена Національна премія Німецької Демократичної Республіки першого класу. 1955 року нагороджений Командорським федеральним хрестом за заслуги.

## Здобутки
Він першим прищепив поворотний тиф пацюкам і мишам, вказав спосіб морфологічної та серологічної диференціації збудників різних видів поворотного тифу, розробив метод ідентифікації збудників дифтерії птахів і курячої віспи, виділив вірус африканської чуми свиней, розробив лікувальні сироватки проти збудників лептоспірозу і ящура (у ветеринарії). Ним запропонована селективне поживне середовище для вирощування лептоспір.

## Сім'я
Одружився з Мартою фон Клюфер 8 травня 1899 року у м. Ганноверш-Мюнден. Їхня перша дочка Маргарет народилася 4 лютого 1900 року, друга дочка Ірмгард — 26 липня 1903 року, а третя дочка Клара — 1 серпня 1905 року.

## Відзнаки
- Тайний радник (1906)
- Член (з 1932 року) та президент Німецької академії наук Леопольдина
- Нагороджений медаллю Котеніуса Леопольдини